# Apogon komodoensis
Apogon komodoensis är en fiskart som beskrevs av Allen, 1998. Apogon komodoensis ingår i släktet Apogon och familjen Apogonidae. Inga underarter finns listade i Catalogue of Life.